# 查查波亚文化

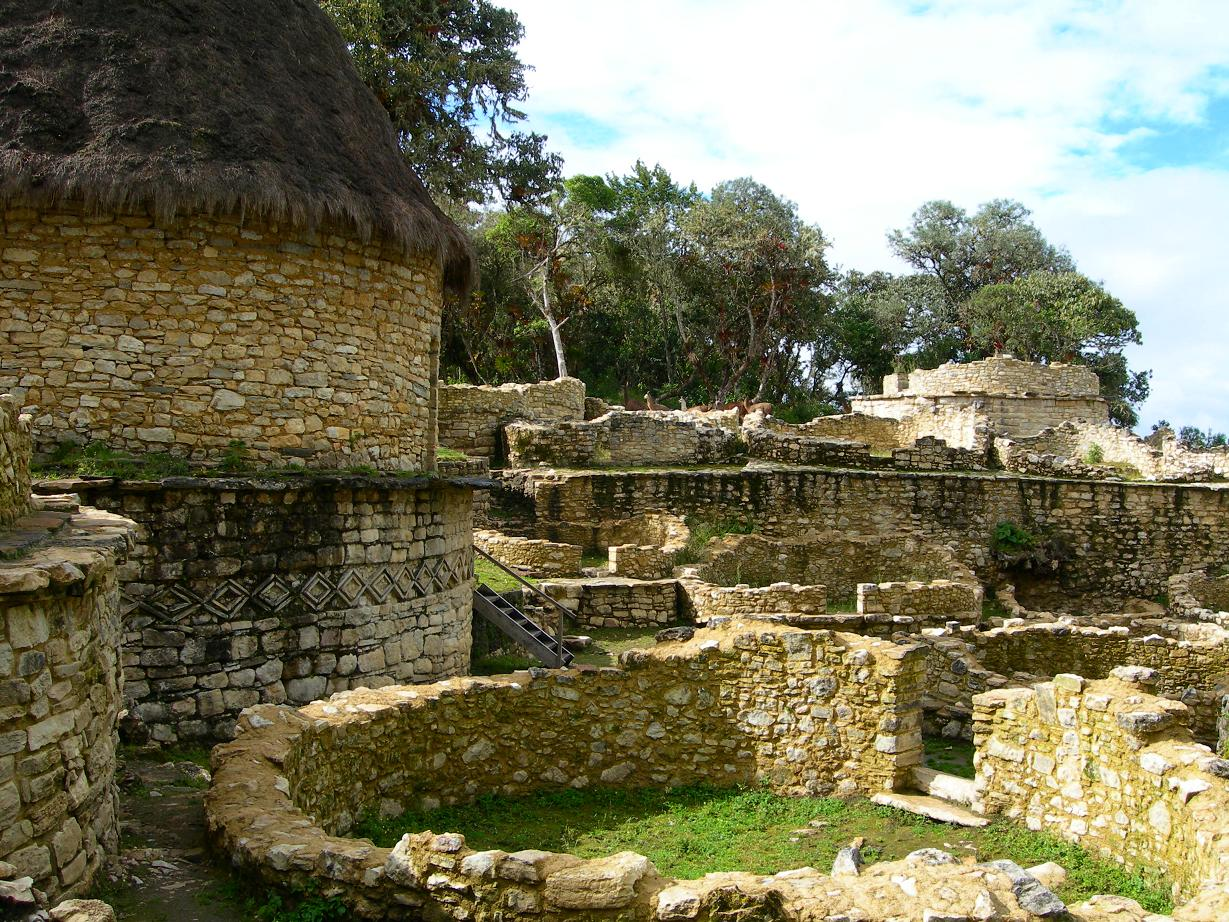
圭蜡山城遗址

查查波亚（Chachapoyas）是安第斯山脉的一个文化，位于今日秘鲁查查波亚斯省的云雾森林中。
查查波亚人扼守亚马孙河流域通往安第斯山脉的交通要道，民风彪悍，有“云端战士”之称。在16世纪西班牙殖民者到来前夕，查查波亚被印加帝国征服。此后查查波亚人成为印加帝国统治之下的众多民族之一，但他们持续不断地反抗印加的统治。西班牙编年史学家佩德罗·西萨·德莱昂提到，查查波亚人在被印加帝国征服之后接受了印加的习俗。
有关查查波亚人的第一手文献记载甚少。记载该时期的主要编年史（例如印卡·加西拉索·德拉維加的《印卡王室述评》）是基于不完整的第二手资料而写的。现今对该文化的了解大部分基于考古发现。